# Nashik
Nashik (en marathi : नाशिक) est une ville d'Inde située dans le nord-ouest de l'État du Maharashtra. Peuplée de plus d'un million d'habitants, son aire urbaine est la troisième de l'État de Maharashtra. Elle est située à 180 km au nord-est de Mumbai, dans les Ghats occidentaux, et est traversée par le Godavari. Nashik est une ville religieuse très connue du fait qu'une fois tous les douze ans s'y déroule le mythique Kumbha Mela, un pèlerinage de l'hindouisme rassemblant plusieurs millions de croyants. D'autres pèlerinages et plus de deux cents temples font vivre également la ville car elle occupe une place importante dans la mythologie hindouiste.
C'est une ville verte au climat tempéré : de novembre à février les températures sont fraîches, de mars à juin il fait chaud et ensuite de juillet à septembre c'est la mousson, il pleut modérément. Généralement en octobre la chaleur revient.
Plus récemment elle était une base de résistants pendant la révolte contre les Anglais[Quoi ?].
Aujourd'hui la ville se développe et attire plusieurs entreprises internationales (ex: Bosch, Siemens) et nationale comme Hindustan Aeronautics Limited. Sa vitesse de développement, en 2024, la classe quatrième ville de l'Inde et seizième dans le monde.
Elle est aussi aujourd'hui la capitale du vin en Inde car elle a toujours été la ville des raisins.[réf. nécessaire]
La ville possède de nombreux équipements touristiques : hôtels, restaurants, centre commerciaux, transports, etc.

## Panchavati
Panchavati est un lieu de pèlerinage majeur pour les Hindous. De nombreux temples et sites religieux importants y sont situés. Tous les douze ans c'est la Kumbh Mela à Nashik, et les millions de dévots qui y participent, se baignent dans la rivière Godavari, à Ram Kund.

## Tapovan
Tapovan se trouve à une distance de 3 à 4 km de la vieille et de la nouvelle ville de Nashik. Ce site faisait partie de la forêt sainte appelée « Dandakaranya », ainsi Tapovan signifie littéralement « endroit réservé à la méditation ». Dans un cadre très verdoyant, Tapovan propose une ambiance tranquille. C'est pourquoi c'est le lieu où les grands sages campent pendant la Kumbh Mela. Tapovan est un endroit pittoresque qui a un lien étroit avec l'épopée du Ramayana : on croit que Laxmana — le frère de Rama — avait l'habitude de venir ici. Dans ce lieu sacré on a construit des temples dédiés à Laxmana et à Hanuman. Ce site magnifique attire les touristes qui viennent admirer la rivière Godavari, les temples et la forêt. Tout près de là, se trouve le Tirth Kapil. Sur la rive droite du Godavari, il y a onze grottes où les sages doivent avoir vécu. Sur la rive nord se trouvent les temples de Gopalkrishna et de Lakshmi Narayan.

## Chambhar Leni
Chambhar Leni (aussi appelé Teerthraj Gajpantha) est situé sur une colline haute de 122 m et quelque 435 marches mènent à des temples. Les célèbres grottes de Chambhar sont également situées ici. On croit que sept Balbhadra (saints) de la secte Jain et les 80 000 000 d'adeptes du roi Yadav ont obtenu le salut ici. Au sommet d'une colline leurs temples présentent le Shweta Charan de divers saints jaïns et deux grottes. Au pied de Gajapantha Teerth il y a un beau jardin et le Samadhi de Kshemendra Kirti. Il y a aussi un temple où se trouve une statue de Mahaveer dans les quatre directions. Dans le nord du village Mhasrul il y a un vieux temple de 100 ans qui abrite une statue de 25 cm de haut de Bhagwan Mahavira dans Padmasana Mudra et 31 autres statues, qui comprennent sept Balbhadras et une statue Gajkumar. Chaque année, le 14e jour du Magh un rassemblement annuel est organisé ici pour célébrer des cérémonies Jalayatra et Gajaratha.

## Anjaneri
Anjaneri est un lieu spirituel qui se trouve entre Nasik et Trimbakeshwar. C'est aussi un fort important dans la région de Trimbakeshwar, situé à 4264 m d'altitude. L'endroit est entouré de chaînes de montagnes, des forêts et des paysages verdoyants. Il est situé dans la très belle région vallonnée des monts Anjaneri, qui font partie de la chaîne Sahyadri dans le Maharashtra. Pendant la mousson, c'est très beau avec l'herbe verte et les arbres. Hanuman, le dieu avec le visage et la queue de singe, est né à Anjaneri. Le fort est ainsi nommé car la mère de Dieu Hanuman s'appelait « Anjani ». Le Dieu Hanuman a passé son enfance et a grandi sur cette montagne.
Anjaneri a une grande importance pour les gens pieux et les randonneurs. Le principal moyen d'atteindre le fort Anjaneri  est de partir du village Anjaneri. Il faut descendre à Anjaneri Phata, qui est à 20 km de Nasik sur la route Nasik-Triambakeshwar. Le village Anjaneri  se trouve à 10 à 15 minutes de marche de Anjaneri Phata. Deux sommets appelés « Navara » et « Navari » peuvent être vus du village Anjaneri. La route du fort passe par le village Anjaneri lui-même. Ensuite il y a plusieurs étapes pour atteindre le plateau des Anjaneri. Il faut presque une heure et demie pour atteindre ce plateau à partir du village Anjaneri. Ce chemin est une magnifique aventure de trekking à travers divers paysages de grottes, de cascades, de lacs, dont le lac Anjaneri, etc. Une partie de la randonnée est difficile et sur un sentier rocailleux.
Au sommet de la colline, il y a le petit temple d'Anjani — mère de Hanuman. Il y a deux chemins différents à une certaine distance du temple Anjani Mata. Un chemin vers la gauche vous emmène à la « grotte de Seeta » en 10 minutes. Il y a deux parties dans cette grotte, où près de dix à douze personnes peuvent séjourner confortablement. Il y a beaucoup de sculptures à l'intérieur. L'autre chemin va à la Citadelle, où se trouve un autre temple dédié à Hanuman et Anjani Mata. Il faut 20 minutes pour arriver à ce temple, construit en pierre et situé à 4 200 m d'altitude. Il y a aussi un lac sur la colline, en forme de pied de Hanuman.

## Bhandardhara
Bhandardara qui jouxte la rivière Pravara, est un mélange de beautés naturelles: des cascades, des montagnes, le calme, la verdure... bref une ambiance agréable. On y trouve plusieurs d'attractions: du barrage Wilson au lac Arthur. Selon la légende, Shri Agasti Rishi aurait médité ici pendant un an, vivant seulement d'eau et d'air pur. Satisfait de sa grande dévotion, Dieu est descendu sur terre et a béni Shri Agasti Rishi en faisant passer par là un bras du Gange, qui est maintenant appelé la rivière Pravara. Bhandardara abrite aussi le mont Kalsubai, le plus haut sommet (1 600 m) du Maharashtra.
Une autre attraction touristique est le barrage Wilson, construit en 1910 sur la rivière Pravara. Les cascades attirent également les visiteurs, mais elles ne peuvent être vues que pendant la mousson entre Juillet et Octobre.
A environ 10 km du village de Shendi se trouvent les chutes de Randhaa. Le fort Ratangad  est lui à environ 22 km de Shendi (Bhandardara), et est accessible par deux routes, et le ferry qui traverse le lac Arthur. Bhandardara offre de nombreuses possibilités de petites randonnées pour les amateurs d'aventure. Le trek le plus intéressant et passionnant est le petit trek pour aller au fort Ratangad.
Le barrage Wilson, construit en 1910 sur la rivière Pravar, est situé à une altitude de 150 m. C'est l'un des plus anciens barrages du pays. L'ouverture des vannes crée deux cascades de 18 à 25 m qui tombent sur les rochers en contrebas. C'est une vue spectaculaire pour les touristes, qui peuvent déambuler dans le jardin circulaire situé à l'extrémité du barrage.
Arthur Lake est un lac clair et limpide, délimité par d'épaisses forêts et les collines Sahyadri. Il est alimenté par la rivière Pravara. Ce lac et ses environs offrent un spectacle enchanteur.
Les chutes Randha sont des cascades qui valent la peine d'être visitées. Le rugissement du fleuve Pravara descend d'une hauteur de 51 m dans une belle gorge. Toutefois, les cascades ne sont magnifiques que pendant la mousson car elles ne sont pas si grandes pendant les autres saisons.

## Personnalités liées à la ville
- Vidit Santosh Gujrathi, joueur d’échecs
- Narendra Jadhav, homme politique
- Sanjivani Jadhav, athlète
- Usha Kiran, actrice
- Lalita Pawar, actrice
- Dhundiraj Govind Phalke, cinéaste
- Vinayak Damodar Savarkar, homme politique
- Shilananda, missionnaire  jésuite
- Cornelia Sorabji, écrivaine
- Shubhangi Swarup, écrivaine
- Christopher Thomson, homme politique britannique
- Kavita Tungar, athlète
- M. Visvesvaraya, ingénieur, homme politique